# Геб
Геб (или Кеб, Себ), земља, био је по општем мишљењу син Шуа и Тефнут, а са својом сестром близнакињом Нут чинио је други божански пар. Но каткада се говорило да је отац Раа, сунца, и Тота, месеца, те су га звали „отац богова”. Пре стварања садашњег света Геб је био чврсто загрљен с Нут. То се Рау није свиђало па је наложио Шуу да их раздвоји. Кад су се одвојили, створени су простор и светло.
Геб је био земља, а његово тело, које су приказивали како лежи испод Нут, подупрло се на лактове савивши колена па је на површини земље створило горе и долине. Зелене мрље или биљке што се у папирусима виде на његову телу симболички су приказивале његов вид бога растиња. Геба су каткада приказивали као гуску, „Велику гакушу”, или са гуском на глави јер се говорило да у том облику носи јаја из којих се излеже сунце као птица Бенну. У друго доба приказивали су га као „Нутина бика”. Геб и Нут били су родитељи Озириса и Изиде, Сета и Нефтис.
Понекад се говорило да Ра или Атум непосредно уручују Гебу престо земље именујући Нут за краљицу неба. Но уопштено се мислило да је Геб био трећи божански краљ пошто је истиснуо својега оца Шуа.
Олује и тама, које су дошле након тога како је Геб преотео престо и силовао своју мајку, трајале су девет дана, али се тада разведрило, а Геб је био признат за краља. Ипак је трпио због незаконитог присвајања. Након седамдесет и пет дана кренуо је на пут да посети различите делове свога краљевства, а на истоку је чуо за велику храброст својега оца и како је Шу ојачао ставивши на главу змију уреус. Геб је одлучио да и на своју главу стави змију те је посегнуо да отвори шкрињу у којој је била змија, али је змија одмах издахнула смртоносан отров; то је убило све Гебове пратиоце, а Геб је био опечен те га је мучила врућица. Никакав лек није га могао излечити, па су му богови саветовали да се обрати на Раов аарт. Аарт у каменом ковчегу стављен је на Гебову главу, а температура је попустила. Неколико година касније, кад су аарт опрали у светом језеру близу Хет Небеса, претворио се у крокодила Себека и хитро склизнуо у воду.
Геб је сада желео да влада по божанском поретку који су успоставили његови претходници те је испитивао своје саветнике о градњи храмова, о установљивању нома и насеља, о изградњи градова и зидова и о радовима наводњавања што их је извршио његов отац. Кад је научио све појединости, Геб је изјавио да ће исправити пустошења до којих је дошло за прошлих година владања његова оца баш као што је Шу то настојао у корист свога оца Атума. То је и учинио изградивши још више градова и успостављајући ред и благостање.
Кад је живио 1773. године, Геб је одлучио да се повуче с положаја у корист Хоруса и Сета. Међутим, због Сетовог негодовања - јер је желео да баштини целу краљевину - дошло је до дуготрајне свађе.
Геб је преузео Тотово место као гласник и судија у Раову краљевству. Каткад се говорило да је Геб, а не Ра, као судија који је председавао расправи о решењу спора између Хоруса и Сета доделио престо Хорусу. То је била прва расправа након што је Геб узашао на небо. Геб је био и члан Раове посаде у сунчевом чамцу. На успомену Гебова вештог владања на земљи краљевски престо било је познато као „Гебов престо”.